# Henno Tooming
Henno Tooming, född 3 januari 1923 i Tartu, Estland, död 22 oktober 1979 i Johanneshov, var en estnisk-svensk jazzmusiker (pianist). 
Han bildade tillsammans med saxofonisten Tommy Koverhult, kontrabasisten Torbjörn Hultcrantz och trumslagaren Leif Wennerström Henno Tooming Quartet.[källa behövs] I den svenska filmen För vänskaps skull (1965) syns han i en liten roll som pianist.